# Hydraena polita
Hydraena polita är en skalbaggsart som beskrevs av Ernst Hellmuth von Kiesenwetter 1849. Hydraena polita ingår i släktet Hydraena och familjen vattenbrynsbaggar. Inga underarter finns listade i Catalogue of Life.